# Liga Reumatológica Española
La Liga Reumatológica Española, conocida por las siglas LIRE, es una asociación civil española  sin fines lucrativos que tiene la finalidad de promover y desarrollar la lucha contra las enfermedades reumáticas y músculo-esqueléticas potenciando, comunicando y poniendo en valor todo aquello en relación con las mismas, con la intención de ayudar a los afectados por ellas.  Se denomina también Asociación contra el reumatismo.
La Liga Reumatológica Española fue fundada en 1973 y declarada de utilidad pública en 1979. En el año 2002 se elige como presidente a un enfermo reumático, abriendo una etapa en la que los propios pacientes participan activamente y con responsabilidades en la misma.

## Historia
La Liga Reumatológica Española fue creada en 1973  por el reumatólogo español Pedro Fernández del Vallado, pionero de la incipiente especialidad de Reumatología en ese país, y que en esos momentos presidía la Sociedad Española de Reumatología (SER). Lo hizo estando al frente de esa Sociedad y de, según la propia LIRE, «un grupo de reumatólogos españoles, concienciados ante la necesidad de realizar una tarea de carácter social con los enfermos reumáticos» en España. Según Fernández Vallado (1986), LIRE es una organización social que "ayuda a divulgar información" sobre aspectos de la enfermedad y trabaja, a menudo, en colaboración con la SER.
En el año 1975, ambas sociedades (LIRE y SER), organizaron diversos simposios sobre aspectos de los pacientes reumáticos y el tratamiento y diagnóstico de sus enfermedades, reuniendo en Madrid a los especialistas internacionales de la materia, que hicieron que la actualidad médica española pasase por la especialidad de reumatología.
El 17 de septiembre de 1973, la LIRE fue inscrita en el Registro Nacional de Asociaciones del Ministerio del Interior, como Liga Reumatológica Española Asociación Contra el Reumatismo, con el número nacional: 13032, y algunos años después, en 1979, fue declarada Asociación de Utilidad Pública. Apareciendo publicada en el Boletín Oficial del Estado «BOE» núm. 78, de 1 de abril de 2003.
En 1981 aportó al XV Congreso Internacional de Reumatología celebrado en la ciudad de París, los primeros trabajos originales españoles, sobre aspectos sociales de las enfermedades reumaticas, en un congreso médico internacional.

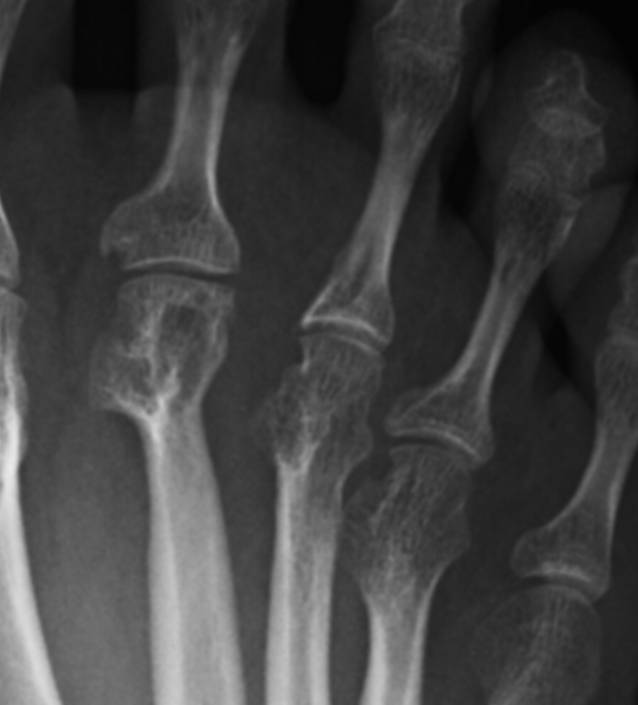
Erosiones producidas por la Artritis Reumatoide

También patrocinó, en 1984, junto con la SER, el Ministerio de Sanidad y Pfizer, un programa de educación en España, para mejorar la comprensión de los médicos sobre las patologías artríticas y sus consecuencias personales y familiares.

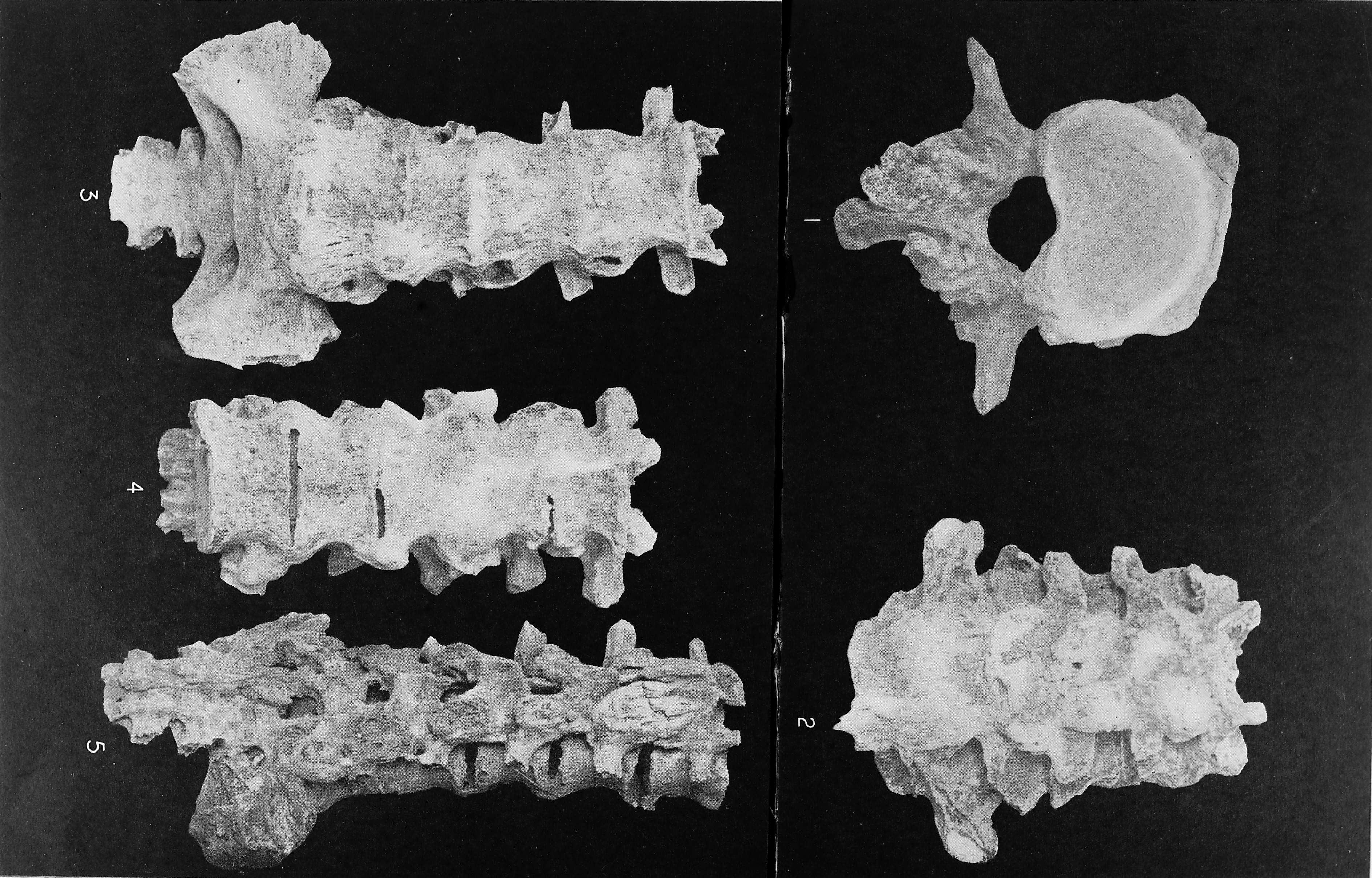
Deformaciones en la Espondilitis

Ya en el siglo XXI, la Lire convocó el "I Premio Periodistico sobre Artrosis" en el año 2001, para fomentar la publicación de artículos de información y prevención de esa afección por los medios de divulgación españoles. En ese mismo año, editó a nivel nacional la Guía del Paciente de la Asociación Viguesa de Espondilíticos de Pontevedra (AVIDEPO), que premió por considerarla  el «mejor trabajo original sobre calidad de vida en espondilitis anquilosante».
Sus estatutos fueron refundidos, al amparo de la Ley Orgánica 1/2002 de 22 de marzo, reguladora del Derecho de Asociaciones. Según la asociación pasó a ser dirigida por los propios pacientes reumáticos, desde el año 2002. Por lo que la LIRE se convirtió desde entonces, en una asociación de pacientes.

## Objetivos

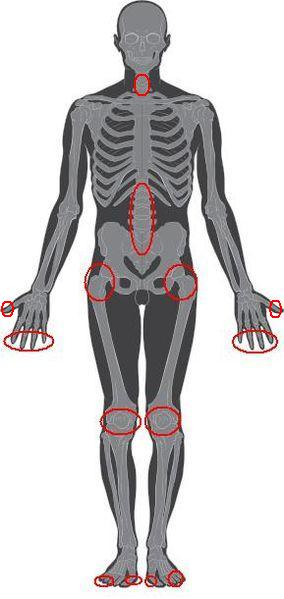
Principales áreas afectadas por la Artrosis

Conforme al Estudio de prevalencia de las enfermedades en la población adulta en España (2016), alrededor de 11 millones de españoles padecen una enfermedad reumática, y constituyen el campo de actuación de la LIRE. Siendo "la artritis, la artrosis, la lumbalgia, la osteoporosis, la gota y la fibromialgia", según publicación del Diario S. XXI, las enfermedades reumáticas más frecuentes.
Según la propia LIRE, fue concebida para atender principalmente a los factores sociales del enfermo reumático, ayudando a los enfermos a convivir con esas enfermedades crónicas y divulgar los tratamientos específicos y las técnicas de rehabilitación, promoviendo igualmente la asistencia psicológica para los pacientes que lo puedan necesitar, debido a su situación socioeconómica.
Cuenta también con servicios de asistencia médica y sanitaria especializada; atención psicológica y jurídica; organización de congresos, cursos, simposios y todo tipo de actividades relacionadas con las enfermedades reumaticas; colaboración con asociaciones de pacientes; apoyo a organizaciones sociales y a programas de investigación de la industria farmacéutica. Igualmente promueve actividades docentes encaminadas a prevención y alivio de los afectados por dichas enfermedades.

Estructura del Ácido Úrico relacionado con la gota

La LIRE participa en estudios relacionados con la repercusión de las enfermedades reumaticas en la población, como la colaboración con la SER en dos encuestas en el año 2007, sobre patologías reumatológicas y sus consecuencias, incluidas las relacionadas con el empleo y la incapacidad para desarrollar el mismo, provocada en los afectados por la artritis reumatoide y la espondilitis anquilosante, que afectan a más de 350.000 personas en España. En el año 2013, la Liga Reumatológica Española y Bioibérica Farma pidieron a la población española y sus autoridades sanitarias que hicieran frente a la artrosis, que afecta a más de siete millones de españoles y, según la Organización Mundial de la Salud (OMS), pasaría a ser la cuarta causa de discapacidad en el mundo en 2020. En marzo de 2018, llevó a cabo el estudio ‘La percepción de la gota en España’, en colaboración con Grünenthal, para dar notoriedad a los afectados por esta enfermedad.

## Estructura
Según sus estatutos, está regida por una Asamblea General, «órgano superior de administración y gobierno», y una Junta Directiva, que ostenta «la representación legal de la Asociación», que se compone de «un Presidente, un Vicepresidente, un Secretario General y un Secretario Técnico, -que deberá ser un Médico Reumatólogo de reconocido prestigio-», y se renueva cada cuatro años.
La LIRE incluye a 50 asociaciones de pacientes de enfermedades reumáticas y musculoesqueléticas. También afirma estar integrada en estructuras u organizaciones de pacientes de mayor tamaño, tanto nacionales como supranacionales. Entre las organizaciones nacionales cita a la Alianza General de Pacientes (AGP), el Foro Español de Pacientes de la Plataforma de Organizaciones de Pacientes (POP); la Confederación de Personas con Discapacidad Física y Orgánica (COCEMFE).
Además colabora desde su nacimiento con sociedades médicas como la mencionada Sociedad Española de Reumatología (SER), o especialistas de la salud como OPENREUMA entre otras. Así, en junio de 2017 organizó, junto a esas entidades, la operación 'No pierdas tu tren', debido a la escasa relevancia que se le concede en general al cuidado de las articulaciones, y así tratar de instruir a la sociedad sobre la trascendencia de un diagnóstico precoz en el tratamiento en las enfermedades reumáticas, solventando los obstáculos que habitualmente retrasan este. Esta campaña, fue también promovida internacionalmente bajo otro nombre 'Don't Delay, Connect Today', y se presentó en una estación de tren (Puerta de Atocha, Madrid), como metáfora de concienciación con la puntualidad, para evitar los retrasos en la consulta al médico en cuanto aparecen las primeras molestias articulares. Llegando a la conclusión de que “En España, las enfermedades reumáticas causan la mitad de las incapacidades laborales permanentes con una pérdida de 21 millones de horas de trabajo”.
A nivel internacional la Liga colabora con la Fundación Internacional de Osteoartritis (OAFI), y está integrada en la estructura de la Liga Europea Contra el Reumatismo EULAR, (The European League Against Rheumatism) y en AGORA, plataforma que representa a las organizaciones de pacientes con ERyEM en todo el sur de Europa, aumentando la visibilidad a nivel internacional de las ERyMEs y haciendo fuerza como para influir en la toma de decisiones que afectan a la calidad de vida de las personas con ERyMEs.